# Wybory prezydenckie w Kenii w 2013 roku
Wybory prezydenckie w Kenii odbyły się 4 marca 2013. Zwyciężył w nich Uhuru Kenyatta, na którego zagłosowało 54,4% wyborców. Wiceprezydentem został William Ruto. Frekwencja wyborcza wyniosła 70%. Równocześnie z wyborami prezydenckimi odbyły się wybory parlamentarne.
Głosowanie rozpoczęło się o godzinie 6:00 czasu miejscowego (4:00 czasu polskiego) i trwało do godziny 17:00 czasu miejscowego (15:00 czasu polskiego). Wybory odbyły się zgodnie z nową konstytucją (która została przyjęta w referendum), aby zapobiec przemocy do jakiej doszło po wyborach w 2007 roku.

## Przed wyborami
Wybory w 2007 zakończyły się pogromami etnicznymi. W starciach między zwolennikami poszczególnych kandydatów zginęło wówczas ponad 1000 ludzi. W tym roku policja zaostrzyła środki bezpieczeństwa. W kraju do ochrony głosowania skierowano 99 tysięcy funkcjonariuszy.
Podczas kampanii wyborczej kandydaci apelowali do obywateli, by podczas poniedziałkowego głosowania nie doszło do powtórki z 2007. Apele nie poskutkowały w pełni. Również przed tymi wyborami nie obyło się bez zamieszek. W nocy w niedzieli na poniedziałek przed rozpoczęciem wyborów w Mombasie doszło do starć ulicznych, w wyniku których zginęło dziewięciu funkcjonariuszy, dwóch cywilów i sześciu napastników. Do drugiego ataku doszło w Kilifi (Prowincja Nadmorska). Prawdopodobnie sprawcami pierwszego z tych ataków są członkowie lokalnej grupy separatystycznej, która opowiada się za bojkotem poniedziałkowych wyborów. Grupa ta chciała, aby zamiast wyborów odbyło się referendum w sprawie odłączenia się Mombasy od Kenii.

### Kandydaci
Do walki o fotel Prezydenta Kenii stanęło ośmioro kandydatów:
- Mohammed Abduba Dida – były nauczyciel, bezpartyjny
- Raila Odinga – premier Kenii, ODM
- Uhuru Kenyatta – wicepremier i minister finansów Kenii, KANU
- Musalia Mudavadi – wicepremier Kenii, UDF
- Martha Karua – była minister sprawiedliwości Kenii, NARC
- Peter Kenneth – członek parlamentu, KNC
- James Ole Kiyiapi – lider partii RBK
- Paul Muite – prawnik, członek parlamentu, lider partii Safina

## Po wyborach

### Wyniki
W wyborach wzięło udział 12 330 028 Kenijczyków (frekwencja wynosiła 85,91%) z czego 108 975 zostało uznanych za nieważne. Wybory wygrał Uhuru Kenyatta, zdobywając 50,51% głosów.
| Kandydat            | Partia      | Liczba Głósów | % Głosów |
| ------------------- | ----------- | ------------- | -------- |
| Uhuru Kenyatta      | KANU        | 6 173 433     | 50,51    |
| Raila Odinga        | ODM         | 5 340 546     | 43,70    |
| Musalia Mudavadi    | UDF         | 483 981       | 3,96     |
| Peter Kenneth       | KNC         | 72 786        | 0,6      |
| Mohamed Abduba Dida | bezpartyjny | 52 848        | 0,43     |
| Martha Karua        | NARC        | 43 881        | 0,36     |
| James Ole Kiyiapi   | RBK         | 40 998        | 0,34     |
| Paul Muite          | Safina      | 12 580        | 0,1      |

### Objęcie Urzędu
Uhuru Kenyatta objął urząd 9 kwietnia 2013, tym samym zostając 4. Prezydentem Kenii.